# Xã Good Hope, Quận Hocking, Ohio
Xã Good Hope (tiếng Anh: Good Hope Township) là một xã thuộc quận Hocking, tiểu bang Ohio, Hoa Kỳ. Năm 2010, dân số của xã này là 1.399 người.